# Bundesautobahn 602
Die Bundesautobahn 602 (Abkürzung: BAB 602) – Kurzform: Autobahn 602 (Abkürzung: A 602) – beginnt am Verteilerkreis in Trier und dient als Anbindung des Stadtgebietes Trier an die A 1 am Moseltaldreieck. Die Anschlussstellen der Autobahn waren bis März 2007 im Gegensatz zu den meisten Anschlussstellen in Deutschland nicht mit Nummern beschildert worden.
Die Anschlussstelle Longuich bildet zusammen mit dem Dreieck Moseltal einen einzigen Autobahnknoten. Daher werden beide immer gemeinsam ausgeschildert.
Im Jahr 2006 wurde die 800 Meter lange Hangbrücke Schweich entlang eines Felsens nahe der Mosel bei Schweich aufwendig erneuert.

## Detaillierte Ausfahrtliste
| Kreis/Stadt     | #                                          | Ausfahrt                                   | km                                         | Ausgeschilderte Ziele                                    | Bemerkungen |
| --------------- | ------------------------------------------ | ------------------------------------------ | ------------------------------------------ | -------------------------------------------------------- | --- |
| Trier           | Fortsetzung nach Saarburg, Trier, Konz als | Fortsetzung nach Saarburg, Trier, Konz als | Fortsetzung nach Saarburg, Trier, Konz als | Fortsetzung nach Saarburg, Trier, Konz als               | Fortsetzung nach Saarburg, Trier, Konz als |
| Trier           | 1                                          | Trier-Verteilerkreis                       | 3,0                                        | - Trier-Verteilerkreis - Trier-Nord - Trier-Ruwer        | Die Kilometrierung (Fixpunkt 0,0 km) beginnt in Trier am Georg-Schmitt-Platz. Die eigentliche Autobahn beginnt bei Kilometer 2,7.                                       |
| Trier- Saarburg | 2                                          | Trier-Ehrang                               | 8,1                                        | - Trier-Ehrang - Hafen Trier, GVZ - Luxembourg - Bitburg | Planfreie Anschlussstelle als Doppeltrompete. Auf einem Ankündigungsschild vom Dreieck Moseltal her kommend wird fälschlicherweise die B51 anstatt der B52 angekündigt. |
| Trier- Saarburg | 3                                          | Kenn                                       | 9,6                                        | - Kenn - Trier-Ruwer                                     | |
| Trier- Saarburg | 4                                          | Autobahndreieck Moseltal                   | 11,3                                       | - Schweich - Bernkastel-Kues                             | Dem eigentlichen Autobahndreieck nur in Fahrtrichtung Moseltal vorgelagerte Abfahrt, keine Auffahrt.                                                                    |
| Trier- Saarburg | 4                                          | Autobahndreieck Moseltal                   | 12,5                                       | - Kaiserslautern - Saarbrücken - Mainz - Hahn            | |
| Trier- Saarburg | 4                                          | Autobahndreieck Moseltal                   | 12,9                                       | - Fell - Longuich                                        | Die Ausfahrt ist als rechtsgeführte Trompete in die rechtsgeführte Trompete des eigentlichen Autobahndreiecks integriert.                                               |
| Trier- Saarburg | 4                                          | Autobahndreieck Moseltal                   | 12,9                                       | - Köln - Koblenz                                         | |